# Crazy, Stupid, Love
Pour les articles homonymes, voir Crazy Stupid Love.
Pour plus de détails, voir Fiche technique et Distribution.
Crazy, Stupid, Love ou Un amour fou au Québec (Crazy, Stupid, Love) est un film américain réalisé par Glenn Ficarra et John Requa, sorti en 2011.

## Synopsis
Lors d'un dîner avec sa femme, Cal apprend que celle-ci veut divorcer, et un peu plus tard qu'elle l'a trompé. Au plus mal, il noie son chagrin dans le fond d'un verre dans un bar. Il réalise que durant toutes ces vingt-cinq années de mariage, il en a oublié le jeu de la séduction. Jacob, séducteur aux multiples conquêtes, lui propose donc de devenir en quelque sorte son coach personnel.
Robbie, le fils de Cal, est amoureux de sa baby-sitter, qu'il tente de faire craquer par tous les moyens, mais sans succès cependant car celle-ci est amoureuse de Cal. Il y a aussi Hannah qui attend une demande en mariage de son petit ami, alors que sa meilleure amie lui soutient qu'il ne la mérite pas.

## Fiche technique

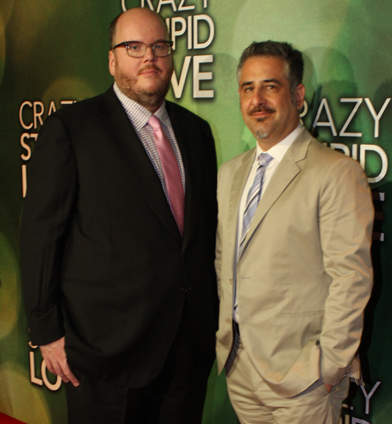
Les réalisateurs John Requa et Glenn Ficarra à la première du film en septembre 2011.

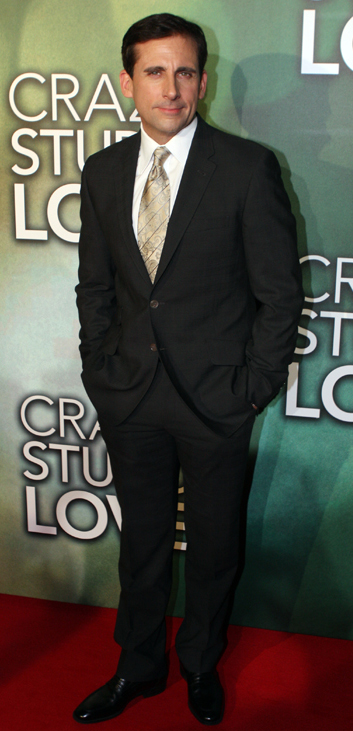
Steve Carell, également producteur, à la première du film en septembre 2011.

- Titre original : Crazy, Stupid, Love[N 1]
- Titre français : Crazy, Stupid, Love
- Titre québécois : Un amour fou
- Réalisation : Glenn Ficarra et John Requa
- Scénario : Dan Fogelman
- Direction artistique : Sue Chan
- Décors : William Arnold ; David Smith
- Costumes : Dayna Pink
- Photographie : Andrew Dunn
- Montage : Lee Haxall
- Musique : Christophe Beck
- Production : Steve Carell et Denise Di Novi ; Eryn Brown (coproduction) 
  - Production déléguée : Vance DeGeneres, Charlie Hartsock et David Siegel
- Société de production : Carousel Productions
- Société de distribution : Warner Bros.
- Pays :  États-Unis
- Genre : Comédie romantique
- Budget : 50 millions de dollars
- Format : Couleurs
- Durée : 118 minutes
- Dates de sortie :
  - États-Unis : 29 juillet 2011
  - France : 14 septembre 2011 (salles) ;  1er février 2012 (DVD/Blu-ray)[1]

## Distribution
Légende : Version française (VF) et Version québécoise (VQ)
- Steve Carell (VF : Constantin Pappas ; VQ : François Godin) : Cal Weaver
- Julianne Moore (VF : Ivana Coppola ; VQ : Marie-Andrée Corneille) : Emily Weaver
- Ryan Gosling (VF : Alexandre Gillet ; VQ : Guillaume Champoux) : Jacob Palmer
- Emma Stone (VF : Olivia Dalric ; VQ : Pascale Montreuil) : Hannah Weaver
- Jonah Bobo (VF : Maeldan Wilmet ; VQ : Léo Caron) : Robbie Weaver
- Joey King (VF : Lou Marais) : Molly Weaver
- Analeigh Tipton (VF : Daniela Labbé Cabréra ; VQ : Sarah-Jeanne Labrosse) : Jessica
- Kevin Bacon (VF : Philippe Vincent ; VQ : Gilbert Lachance) : David Lindhagen
- Josh Groban (VQ : Patrice Dubois) : Richard
- Marisa Tomei (VF : Anne Rondeleux ; VQ : Camille Cyr-Desmarais) : Kate
- Julianna Guill (VF : Edwige Lemoine) : Madison
- Liza Lapira (VF : Natacha Muller ; VQ : Catherine Bonneau) : Liz
- John Carroll Lynch (VF : Stéphane Bazin ; VQ : Thiéry Dubé) : Bernie Riley
- Beth Littleford (VF : Annie Le Youdec) : Claire Riley
- Crystal Reed : Amy Johson
- Mekia Cox : Tiffany
- Reggie Lee : l'officier Huang

- Version française

- Société de doublage : Dubbing Brothers
- Direction artistique : Béatrice Delfe
- Adaptation : Linda Bruno

## Box-office
Crazy, Stupid, Love. a rencontré un succès commercial à sa sortie en salles, rapportant 142 851 197 $ de recettes au box-office mondial, dont 84 351 197 $ de recettes au box-office américain. Sorti aux États-Unis dans 3 020 salles, le long-métrage démarre à la cinquième position du box-office avec 30 085 106 $ de recettes en première semaine, dont 19 104 303 $ pour son premier week-end d'exploitation. Il reste durant dix-sept semaines en salles sur le territoire américain, devenant ainsi un film rentable au vu de son budget de production de 50 millions. Les recettes internationales s'élèvent à 64 000 000 $.

## Réception

### Accueil critique
Crazy, Stupid, Love a reçu dans son ensemble un accueil critique favorable dans les pays anglophones. Le site Rotten Tomatoes lui attribue un pourcentage de 79 % sur la base de 234 commentaires collectés, dont 185 positifs, et une note moyenne de 6.9⁄10. Le site Metacritic lui attribue un score de 68⁄100, basé sur 40 commentaires collectés, dont 32 positifs. En France, le site Allociné lui attribue une note moyenne de 3.0⁄5, basé sur 20 commentaires collectés de presse, et une note moyenne de 3.9⁄5, basé sur 5 927 notes dont 802 critiques collectés de spectateurs, (à la date du 23 décembre 2013).

## Distinctions

### Récompenses
- Casting Society of America Awards 2012 : Meilleur casting pour une comédie
- BMI Film and TV Awards 2012 : Meilleure musique de film pour Nick Urata
- Teen Choice Awards 2012 : Meilleure actrice dans une comédie pour Emma Stone

### Nominations
- Golden Globes 2012 : Meilleur acteur dans une comédie ou film musical pour Ryan Gosling